# ماگنولیاهای فولادی
ماگنولیاهای فولادی (به انگلیسی: Steel Magnolias) فیلمی محصول سال ۱۹۸۹ و به کارگردانی هربرت راس است. در این فیلم بازیگرانی همچون سالی فیلد، دالی پارتن، شرلی مک‌لین، داریل هانا، المپیا دوکاکیس، جولیا رابرتس، دیلان مک‌درموت، کوین جی اکونر، سام شپارد، آن ودجورث، جاناتان وارد، بیبی بچ و جنین ترنر ایفای نقش کرده‌اند.
در این فیلم هیچ شخصیت مردی بازی نکرده است و تمام بازیگران زن هستند.